# Endiandra rigidior
Endiandra rigidior är en lagerväxtart som beskrevs av André Joseph Guillaume Henri Kostermans. Endiandra rigidior ingår i släktet Endiandra och familjen lagerväxter. Inga underarter finns listade i Catalogue of Life.